# La vida inmoral de la pareja ideal
La vida inmoral de la pareja ideal es una película mexicana del año 2016, de comedia, drama y romance dirigida por Manolo Caro, y protagonizada por Cecilia Suárez y Manuel Garcia-Rulfo. Fue producida por Woo Films, Panorama Films y Noc Noc Cinema.

## Sinopsis
Lucio (Sebastián Aguirre) y Martina (Ximena Romo), dos jóvenes que se conocen en los primeros años de preparatoria con una química indescriptible, deciden comerse al mundo sin imaginar que el destino y la sociedad les tendrán preparada una sorpresa que los separará. 25 años después serán los mismos juegos de la vida los que los reencontrarán en circunstancias muy diferentes.

## Reparto
- Cecilia Suárez como Martina Jiménez Torres.
- Manuel Garcia-Rulfo como Lucio Leal Fernández.
- Ximena Romo como Martina (17 años).
- Anilu Estévez como Beatriz (14 años)
- Sebastián Aguirre como Lucio (16 años).
- Andrés Almeida como Vicente.
- Paz Vega como Loles.
- Natasha Dupeyrón como Amelia.
- Juan Pablo Medina como Igor.
- Mariana Treviño como Beatriz Jiménez Torres.
- Valeria Vera como Amelia
- Nina Rubín Legarreta como Queta.
- Javier Jattin como Balthazar.
- Eréndira Ibarra como Florentina Calle.
- Sofía Sisniega como Vilma.
- Francesco Roder como Pareja del hotel.
- Mayte Gil como Pareja del hotel.
- Carolina Politi como Mamá de Martina